# Help Us Stranger
Help Us Stranger je třetí studiové album americké rockové skupiny The Raconteurs. Vydáno bylo společností Third Man Records v červnu 2019, tedy jedenáct let po předchozí desce Consolers of the Lonely. Obsahuje celkem dvanáct písní, přičemž jedenáct z nich pochází z pera Brendana Bensona a Jacka Whitea a píseň „Hey Gyp (Dig the Slowness)“ je coververzí od Donovana. Album se umístilo na první příčce hitparády Billboard 200.

## Seznam skladeb
1. Bored and Razed – 3:35
2. Help Me Stranger – 3:36
3. Only Child – 3:41
4. Don't Bother Me – 2:53
5. Shine the Light On Me – 3:28
6. Somedays (I Don't Feel Like Trying) – 4:06
7. Hey Gyp (Dig the Slowness) – 2:25
8. Sunday Driver – 3:38
9. Now That You're Gone – 4:01
10. Live a Lie – 2:20
11. What's Yours Is Mine – 2:49
12. Thoughts and Prayers – 4:42

## Obsazení
The Raconteurs
- Jack White – zpěv, kytara, klavír, syntezátor
- Brendan Benson – zpěv, kytara, perkuse, harmonika
- Jack Lawrence – baskytara, kytara, syntezátor, doprovodné vokály
- Patrick Keeler – bicí, perkuse, doprovodné vokály

Ostatní hudebníci
- Dean Fertita – klavír, syntezátor, kytara, varhany
- Lillie Mae Rische – housle
- Scarlett Rische – mandolína
- Joshua V. Smith – varhany, doprovodné vokály